# María Rosa Díaz
María Rosa Díaz de Vázquez (Firmat, Santa Fe, 8 de febrero de 1953) es una política argentina, fue Senadora nacional representando a la Provincia de Tierra del Fuego, Antártida e Islas del Atlántico Sur.
Como maestra, se trasladó a Tierra del Fuego en 1987. Comenzó a dictar clases en Ushuaia, la capital fueguina, en 1990 hasta 2007, año en el que fue elegida senadora por el partido Afirmación para una República Igualitaria (ARI).
Formó parte, junto a Osvaldo Ramón López, del bloque Nuevo Encuentro, y de la mesa de conducción nacional del Encuentro por la Democracia y la Equidad cuyo principal referente es el diputado nacional Martín Sabbatella.